# Allium phthioticum
Allium phthioticum — вид рослин з родини амарилісових (Amaryllidaceae); поширений в Італії та на Балканському півострові.

## Опис
Цибулини від яйцюватих до округлих, 1.4–2.0 × 1.1–1.5 см з багатьма білими цибулинками; зовнішні оболонки сірі. Стебло (25)35–50(60) см, голе, кругле, товщиною 2.5–3.2 мм. Листків 3–4; пластинка лінійна, плоска, завширшки (5)8–10 мм, довжиною 15–26 см. Суцвіття з (7)10–20(25) квітками, зрідка з 1–3 повітряними цибулинками. Квітконіжки (8)10–16(22) мм завдовжки, у плодах до 30 мм, більш-менш неоднакові. Оцвітина широко дзвоноподібний, білий, блискучий; сегменти 10 × 3 мм, зовнішні — еліптичні; внутрішні — ланцетні. Пиляки жовті. Коробочка куляста, 3–4 мм. Насіння чорне, кутове, 2.2 × 1.5 мм. 2n = 24.

## Поширення
Країни поширення: Італія, Албанія, Чорногорія, Македонія, Греція, Болгарія.
Росте у вологих місцях, у відкритих трав'яних громадах.